# Druga nogometna liga
La Druga nogometna liga (in lingua italiana: "Seconda lega calcistica", abbreviata in 2. NL) è la terza divisione del campionato croato di calcio.
Fino al 2022 è stata chiamata Treća hrvatska nogometna liga, abbreviata in 3. HNL, ed era divisa in 3 o 5 gironi interregionali.

Il 6 giugno 2022, la HNS ha comunicato il cambio dei nomi delle varie categorie in vista della prevista riorganizzazione del sistema calcistico in Croazia: la terza divisione si sarebbe chiamata semplicemente "Druga nogometna liga" (invece di Jedinstvena treća liga, terza lega unificata), sarebbe divenuta a girone unico e le sarebbero spettati una parte dei diritti televisivi della prima divisione.
Fino al 1991 le squadre della Croazia militavano nei campionati della Jugoslavia. Le squadre croate delle prime due divisioni jugoslave confluirono nella Prva HNL, quelle della terza divisione e le migliori della Hrvatska republička liga (quarta serie) nella Druga HNL. Le rimanenti della quarta divisione e quelle delle leghe regionali vennero inserite nella nuova terza divisione croata, divisa in vari gironi regionali.

## Squadre partecipanti 2025-2026
- Bjelovar
- Dugo Selo
- Grobničan Čavle
- Hrvatski Dragovoljac
- Jadran Ploče
- Kustošija
- Lučko
- Mladost Ždralovi
- Radnik Križevci
- Segesta
- Solin
- Trnje Zagabria
- Uljanik
- Uskok Klis
- Varteks
- Đakovo/Croatia

## Formula
Dal 1992 al 1998 il torneo era diviso in vari gironi regionali, con un numero variabile di gruppi.

Nel 1995-96 e nel 1996-97 la 3. HNL era il quarto livello della piramide calcistica.

### 1998-2022
| Suddivisione dei gironi | |
| Girone                  | Regioni |
| Ovest                   | Regione istriana Regione litoraneo-montana Regione della Lika e di Segna                                                                                 |
| Centro                  | Città di Zagabria Regione di Zagabria Regione di Krapina e dello Zagorje Regione di Karlovac Regione di Sisak e della Moslavina                          |
| Nord                    | Regione di Virovitica e della Podravina Regione di Koprivnica e Križevci Regione del Međimurje Regione di Varaždin Regione di Bjelovar e della Bilogora. |
| Est                     | Regione di Osijek e della Baranja Regione di Vukovar e della Sirmia Regione di Požega e della Slavonia Regione di Brod e della Posavina.                 |
| Sud                     | Regione zaratina Regione di Sebenico e Tenin Regione spalatino-dalmata Regione raguseo-narentana                                                         |

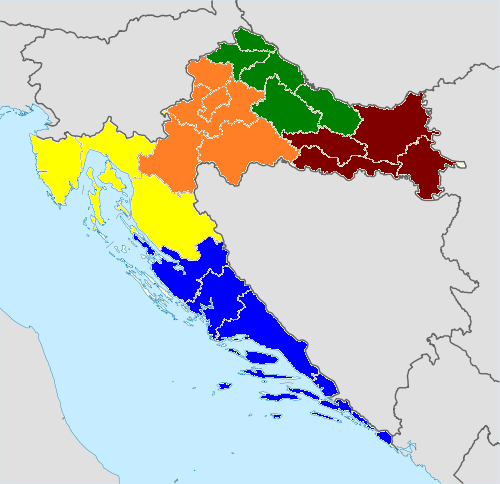
Suddivisione in 5 gironi;
Giallo - Girone Ovest,
Arancione – Girone Centro,
Verde – Girone Nord,
Marrone - Girone Est,
Blu – Girone Sud

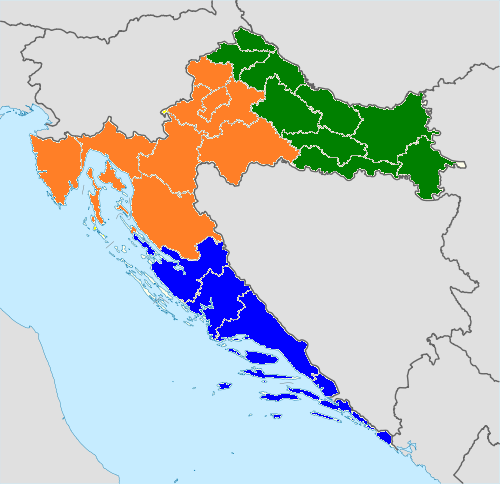
Suddivisione in 3 gironi;
Arancione - Girone Ovest,
Blu – Girone Sud,
Verde – Girone Est

Dal 1998 al 2022, la Treća HNL è stato un campionato interregionale solitamente composto da 5 o 3 gironi all'italiana di 16 o 18 squadre ciascuno. Alla fine del campionato le prime classificate potevano far richiesta di promozione nella categoria superiore, la 2. HNL, mentre le ultime retrocedevano nella quarta divisione: la Prva županijska nogometna liga (1. ŽNL, il massimo campionato provinciale) dal 1998 al 2012, o la 4. HNL, altro campionato interregionale, dal 2012 al 2022.
Il numero di retrocessioni può variare anche in base al numero di squadre provinciali che retrocedono dalla Druga HNL in un dato girone, nello stesso modo che in Italia le retrocessioni dalla Serie D decidono il numero di promozioni e retrocessioni nei campionati regionali.
Nelle stagioni a 5 gironi i gruppi erano Ovest (Istria e Quarnero), Centro (la zona di Zagabria), Nord (Zagorje), Est (Slavonia) e Sud (Dalmazia). Quando invece i gironi sono 3 venivano uniti i gironi Ovest e Centro (che si chiamava Ovest) e Nord con Est (a formare Est). Il girone Sud rimaneva invariato.
L'Isola di Pag è divisa fra 2 province: la parte settentrionale appartiene alla Regione della Lika e di Segna mentre quella meridionale alla Regione zaratina. Questo fa sì che le 2 squadre principali, NK Novalja e NK Pag, non potevano incrociarsi in derby di campionato poiché la prima veniva inserita nel Girone Ovest e la seconda in quello Sud.

### 2022-oggi
Il torneo consiste in un girone unico da 16 squadre. Al termine delle 30 giornate:
- La prima classificata viene promossa in 1. NL.
  - La seconda classificata va allo spareggio con la penultima della 1. NL
- Le ultime due classificate retrocedono direttamente in 3. NL
  - La terz'ultima classificata va agli spareggi con le vincitrici dei 5 gironi di 3. NL (totale: 6 partecipanti per 3 posti)

## Albo d'oro

### 1998-2022
- In giallo le squadre che hanno ottenuto la promozione in Druga HNL. Non vengono riportate le stagioni precedenti al 1998, disputate su base regionale.

| Stagione | Girone Ovest       | Girone Ovest          | Girone Est              | Girone Est              | Girone Sud               | Altre promozioni                                                |
| Stagione | Girone Ovest       | Girone Centro         | Girone Est              | Girone Nord             | Girone Sud               | Altre promozioni                                                |
| -------- | ------------------ | --------------------- | ----------------------- | ----------------------- | ------------------------ | --------------------------------------------------------------- |
| 1998-99  | Pomorac            | Vrbovec               | Marsonia                | Čazma                   | Mosor                    | nessuna                                                         |
| 1999-00  | Žminj              | TŠK Topolovac         | Papuk Velika            | Koprivnica              | Hrvatski vitez Posedarje | Mladost Proložac (2ª Sud)                                       |
| 2000-01  | Uljanik            | Trnje Zagabria        | Metalac Osijek          | Podravac Virje          | GOŠK Dubrovnik           | altre 14 squadre promosse                                       |
| 2001-02  | Opatija            | Napredak Velika Mlaka | Dilj Vinkovci           | Mladost Prelog          | Primorac Stobreč         | nessuna                                                         |
| 2002-03  | Žminj              | Segesta               | Slavonija Požega        | Virovitica              | Mosor                    | nessuna                                                         |
| 2003-04  | Mošćenička Draga   | Naftaš Ivanić         | Višnjevac               | Bjelovar                | Mosor                    | nessuna                                                         |
| 2004-05  | Istria             | Karlovac              | Graničar Županja        | Mladost Molve           | Konavljanin Čilipi       | nessuna                                                         |
| 2005-06  | Jadran Parenzo     | Moslavina             | Croatia Đakovo          | Suhopolje               | GOŠK Dubrovnik           | nessuna                                                         |
| 2006-07  | Vinogradar         | Vinogradar            | Slavonac CO             | Slavonac CO             | Trogir                   | Segesta (2ª Ovest)                                              |
| 2007-08  | Karlovac           | Karlovac              | Suhopolje               | Suhopolje               | Hrvace                   | Lok. Zagabria (2ª Ovest) Junak Sinj (3ª Sud)                    |
| 2008-09  | Rudeš              | Rudeš                 | Grafičar-Vodovod Osijek | Grafičar-Vodovod Osijek | RNK Spalato              | Lučko (2ª Ovest) Vukovar (4ª Est)                               |
| 2009-10  | HNK Gorica         | HNK Gorica            | Lipik                   | Lipik                   | Dugopolje                | HAŠK 1903 (2ª Ovest) MV Croatia (2ª Est)                        |
| 2010-11  | Radnik Sesvete     | Radnik Sesvete        | Podravina Ludbreg       | Podravina Ludbreg       | Raštane                  | nessuna                                                         |
| 2011-12  | Zelina             | Zelina                | BSK Bijelo Brdo         | Mladost Ždralovi        | Raštane                  | Primorac Stobreč (2ª Sud)                                       |
| 2012-13  | Grobničan Čavle    | Segesta               | Slavonija Požega        | Mladost Ždralovi        | Val Kaštel Stari         | nessuna                                                         |
| 2013-14  | Opatija            | Maksimir              | BSK Bijelo Brdo         | Međimurje               | Imotski                  | Bistra (3ª Centro)                                              |
| 2014-15  | Dinamo Zagabria II | Dinamo Zagabria II    | Slavija Pleternica      | Slavija Pleternica      | Sebenico                 | nessuna                                                         |
| 2015-16  | Novigrad           | Novigrad              | Međimurje               | Međimurje               | Solin                    | nessuna                                                         |
| 2016-17  | Vinogradar         | Vinogradar            | Međimurje               | Međimurje               | Hajduk Spalato II        | Kustošija (2ª Ovest) Varaždin (2ª Est)                          |
| 2017-18  | Vinogradar         | Vinogradar            | Osijek II               | Osijek II               | Croatia Zmijavci         | Međimurje (2ª Est) BSK Bijelo Brdo (3ª Est) Zara (3ª Sud)       |
| 2018-19  | Vinogradar         | Vinogradar            | Cibalia                 | Cibalia                 | Junak Sinj               | Dubrava (2ª Ovest) Orijent (3ª Ovest) Croatia Zmijavci (3ª Sud) |
| 2019-20  | Opatija            | Vinogradar            | Marsonia 1909           | Mladost Ždralovi        | Junak Sinj               | nessuna                                                         |
| 2020-21  | Crikvenica         | Jarun                 | Belišće                 | Mladost Ždralovi        | Neretvanac Opuzen        | nessuna                                                         |
| 2021-22  | Crikvenica         | Zagorec               | Vukovar                 | Polet Sv. Martin        | Jadran Ploče             | nessuna                                                         |

### A girone unico (2022-oggi)
| Stagione | Sqr | Vincitori | Promozioni               | Capocannoniere | Capocannoniere | Capocannoniere |
| Stagione | Sqr | Vincitori | Promozioni               | Reti           | Giocatore      | Squadra        |
| -------- | --- | --------- | ------------------------ | -------------- | -------------- | -------------- |
| 2022-23  | 16  | Sesvete   | Sesvete Zrinski Jurjevac | 24             | Nikola Marić   | Jadran Ploče   |
| 2023-24  | 16  | Opatija   | Opatija                  | 16             | Goodness Ajayi | Opatija        |
| 2024-25  | 16  | Hrvace    | Hrvace Karlovac 1919     | 25             | Ivan Matjaž    | Solin          |

## Vittorie per club
| Squadra                  | Vittorie | Anni vittorie                |
| ------------------------ | -------- | ---------------------------- |
| Vinogradar               | 5        | 2007, 2017, 2018, 2019, 2020 |
| Opatija                  | 4        | 2002, 2014, 2020, 2024       |
| Mladost Ždralovi         | 4        | 2012, 2013, 2020, 2021       |
| Mosor                    | 3        | 1999, 2003, 2004             |
| Žminj                    | 2        | 2000, 2003                   |
| GOŠK Dubrovnik           | 2        | 2001, 2006                   |
| Segesta                  | 2        | 2003, 2013                   |
| Slavonija Požega         | 2        | 2003, 2013                   |
| Karlovac                 | 2        | 2005, 2008                   |
| Suhopolje                | 2        | 2006, 2008                   |
| Hrvace                   | 2        | 2008, 2025                   |
| Raštane                  | 2        | 2011, 2012                   |
| BSK Bijelo Brdo          | 2        | 2012, 2014                   |
| Međimurje                | 2        | 2016, 2017                   |
| Junak Sinj               | 2        | 2019, 2020                   |
| Crikvenica               | 2        | 2021, 2022                   |
| Marsonia                 | 1        | 1999                         |
| Pomorac                  | 1        | 1999                         |
| Vrbovec                  | 1        | 1999                         |
| Čazma                    | 1        | 1999                         |
| Hrvatski vitez Posedarje | 1        | 2000                         |
| Koprivnica               | 1        | 2000                         |
| Papuk Velika             | 1        | 2000                         |
| TŠK Topolovac            | 1        | 2000                         |
| Metalac Osijek           | 1        | 2001                         |
| Podravac Virje           | 1        | 2001                         |
| Trnje Zagabria           | 1        | 2001                         |
| Uljanik                  | 1        | 2001                         |
| Dilj Vinkovci            | 1        | 2002                         |
| Mladost Prelog           | 1        | 2002                         |
| Napredak Velika Mlaka    | 1        | 2002                         |
| Primorac Stobreč         | 1        | 2002                         |
| Virovitica               | 1        | 2003                         |
| Bjelovar                 | 1        | 2004                         |
| Mošćenička Draga         | 1        | 2004                         |
| Naftaš Ivanić            | 1        | 2004                         |
| Višnjevac                | 1        | 2004                         |
| Graničar Županja         | 1        | 2005                         |
| Istria                   | 1        | 2005                         |
| Konavljanin Čilipi       | 1        | 2005                         |
| Mladost Molve            | 1        | 2005                         |
| Croatia Đakovo           | 1        | 2006                         |
| Jadran Parenzo           | 1        | 2006                         |
| Moslavina                | 1        | 2006                         |
| Slavonac CO              | 1        | 2007                         |
| Trogir                   | 1        | 2007                         |
| Grafičar-Vodovod Osijek  | 1        | 2009                         |
| RNK Spalato              | 1        | 2009                         |
| Rudeš                    | 1        | 2009                         |
| Dugopolje                | 1        | 2010                         |
| HNK Gorica               | 1        | 2010                         |
| Lipik                    | 1        | 2010                         |
| Radnik Sesvete           | 1        | 2011                         |
| Podravina Ludbreg        | 1        | 2011                         |
| Zelina                   | 1        | 2012                         |
| Grobničan Čavle          | 1        | 2013                         |
| Val Kaštel Stari         | 1        | 2013                         |
| Imotski                  | 1        | 2014                         |
| Maksimir                 | 1        | 2014                         |
| Međimurje                | 1        | 2014                         |
| Dinamo Zagabria II       | 1        | 2015                         |
| Slavija Pleternica       | 1        | 2015                         |
| Sebenico                 | 1        | 2015                         |
| Novigrad                 | 1        | 2016                         |
| Solin                    | 1        | 2016                         |
| Hajduk Spalato II        | 1        | 2017                         |
| Croatia Zmijavci         | 1        | 2018                         |
| Osijek II                | 1        | 2018                         |
| Cibalia                  | 1        | 2019                         |
| Marsonia 1909            | 1        | 2020                         |
| Belišće                  | 1        | 2021                         |
| Jarun                    | 1        | 2021                         |
| Neretvanac Opuzen        | 1        | 2021                         |
| Jadran Ploče             | 1        | 2022                         |
| Polet Sv. Martin         | 1        | 2022                         |
| Vukovar                  | 1        | 2022                         |
| Zagorec                  | 1        | 2022                         |
| Sesvete                  | 1        | 2023                         |